# John Craxton
John Leith Craxton (St John's Wood, 3 d'octubre de 1922 - Londres, 17 de novembre de 2009) va ser un pintor anglès. De vegades va ser descrit com un artista neoromàntic, encara que preferia ser conegut com un "tipus d'arcadi".

## Biografia

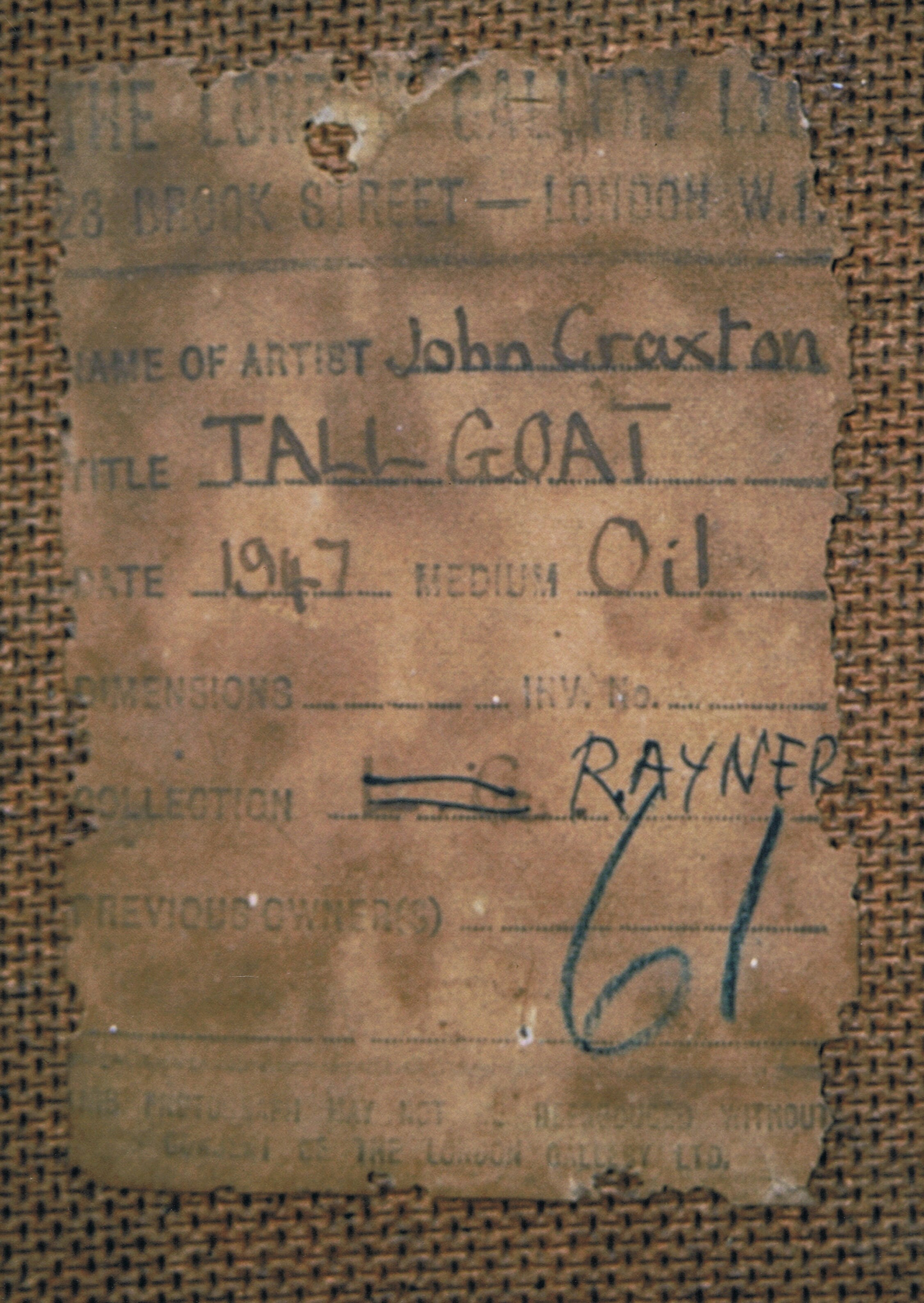
Etiqueta de darrere del quadre Tall Goat (1947)

John Craxton va ser el fill del músic Harold Craxton i de la seva dona Essie. El seu germà gran Harold Antony Craxton (1918-1999) es va convertir en un productor i presentador de televisió. La seva germana Janet va ser oboista.
Va estudiar a l'escola Clayesmore. Va sol·licitar entrar a l'escola d'art de Chelsea, però van considerar que era massa jove per assistir a les classes de nus. En lloc d'això, va estudiar a l'Académie Julian i a l'Académie de la Grande Chaumière de París el 1939, fins que l'esclat de la guerra va fer que hagués de completar els seus estudis a Londres, a la Westminster School of Art i la Central School of Art and Design. Entre 1941 i 1942, després d'haver estat rebutjat el servei militar, va assistir al Goldsmiths College, i després va recórrer els paratges de Sir Benfro amb Graham Sutherland el 1943. La seva primera exposició individual va ser a Londres el 1942 al Swiss Cottage Café, i la seva primera gran exposició individual va ser a les galeries Leicester el 1944. El seu treball va ser vist com a part del renaixement neoromàntic, i la seva obra primerenca anterior a 1945 mostra la influència de Sutherland i de Samuel Palmer. També va ser fortament influenciat per l'amic i mecenes Peter Watson.
Després de la guerra, va viatjar a les illes Scilly, Suïssa, Istanbul, Espanya, Itàlia i Grècia, però sobretot a Creta, de 1946 a 1966. Es va traslladar permanentment a Creta cap a 1970, i vivia entre Creta i Londres. L'escriptor Richard Olney va recordar Craxton a París, de camí cap a Grècia durant l'estiu de 1951:
"Gairebé totes les nits, John Craxton, un jove pintor anglès, venia a compartir el meu llit; ens manteníem calents un a l'altre. Es movia en un món de somnis bucòlics, poblat de bells pastors de cabres gregues. Aviat se'n va anar a Grècia ..."
El 1951 Craxton va ser dissenyador de ballet per a la producció de Daphnis et Chloé del Sadler's Wells Ballet al Covent Garden, en una època on l'escenografia del ballet oferia un espai per a les arts neoromàntiques. Ell va ser capaç d'utilitzar la seva experiència de primera mà a Grècia per conformar els seus dissenys de ballet.
Va tenir nombroses exposicions de les seves pintures, tant a Anglaterra com a Grècia. Una gran exposició retrospectiva va tenir lloc a la Galeria Whitechapel el 1967. El seu treball més tardà va ser més formal, estructurat i decoratiu, tot i que encara expressava temes romàntics pastorals.
Va produir l'escenografia i el vestuari per a la producció del Royal Opera House d'Apollo (1968) d'Ígor Stravinski.
El seu treball també es va reproduir en revistes com New Writing o Horizon, i va il·lustrar els llibres de Patrick Leigh Fermor. Va produir litografies de diverses antologies editades per Geoffrey Grigson, incloent-hi Visionary Poems (1944).
Va ser escollit Reial Acadèmic el 1993. Craxton va viure i treballar tant a Khanià com a Londres. El seu amor per Creta va estendre en ser un dels cònsols honoraris britànics a l'illa. Mai es va casar; va morir als 87 anys.
Una biografia d'Ian Collins, John Craxton, va ser publicada per Lund Humphries el 2011. El Museu Fitzwilliam de Cambridge va dur a terme una exposició de la seva obra entre el desembre de 2013 i el 21 d'abril de 2014.